# Вільгельм Маєр-Любке
Вільгельм Маєр-Любке (нім. Wilhelm Meyer-Lübke; 30 січня 1861, Дюбендорф, кантон Цюрих — 4 жовтня 1936, Бонн) — швейцарський мовознавець (працював також в Австрії та Німеччині), один з найбільших романістів XIX ст. Праці з порівняльної граматики та генетичної класифікації романських мов, історії румунської мови, албанської мови.

## Біографія
Навчався в Бонні у засновника романської філології Ф. Діца. Викладав у Єнському (1887—1889), Віденському (1890—1914), Боннському університетах (з 1915). Продовжуючи традиції Фрідріха Діца, створив фундаментальну порівняльну граматику й етимологічний словник романських мов, витримані в дусі послідовних молодограматичних принципів. Довів романську генетичну приналежність румунської мови. Був засновником інституту вивчення румунської мови при Віденському університеті. Займався також проблемами субстрату в історії романських мов.

## Основні публікації
- Grammatik der romanischen Sprachen. Leipzig, 1890—1902, Bd. 1-4.
- Romanisches etymologisches Wörterbuch. Heidelberg, 1935 (3 вид.).
- Grammatik der romanischen Sprachen, 4 Bde, Leipzig 1890—1902 (Nachdruck Darmstadt 1972)
- Italienische Grammatik, Leipzig 1890
- Einführung in das Studium der romanischen Sprachen, 1901, 3. Aufl. 1920
- Historische Grammatik der französischen Sprache, 2 Bde, 1909, 1921
- Romanisches etymologisches Wörterbuch, 1911, 6. Aufl. Heidelberg 1992
- Das Katalanische, Heidelberg 1925